# Afarid
Afarid (siglo IV), también conocido como Atharid o Aþarid, fue un Kunja (caudillo regional) gótico quien actuó bajo el mando de su tío el líder tervingio Atanarico. Era hijo del dux tervingio Rocestes, y nieto de Aorico. Jugó un papel importante en el martirio de san Saba, el Godo.